# Васечко, Степан Павлович
Степан Павлович Васечко (1924—1980) — советский военнослужащий, полковник Советской Армии, участник Великой Отечественной войны, Герой Советского Союза (1945).

## Биография

Могила Васечко на Кунцевском кладбище Москвы.

Степан Васечко родился 23 сентября 1924 года в селе Иваница (ныне — Ичнянский район Черниговской области Украины) в крестьянской семье. Окончил семь классов школы, после чего работал в колхозе. В феврале 1944 года Васечко был призван на службу в Рабоче-крестьянскую Красную Армию Иваницким районным военным комиссариатом. С марта того же года — на фронтах Великой Отечественной войны, был пулемётчиком 2-й стрелковой роты 95-го гвардейского стрелкового полка 31-й гвардейской стрелковой дивизии 11-й гвардейской армии 3-го Белорусского фронта. Принимал участие в освобождении Белорусской и Литовской ССР. Отличился во время форсирования Немана.
12 июля 1944 года батальон под командованием капитана Онусайтиса, в составе которого воевал Васечко, вышел к Неману в районе Алитуса. В ночь на 13 июля группа из пяти человек — сержантов Кочерова, Петракова, Моисеева, красноармейцев Кожина и Васечко — несмотря на вражеский огонь, переправилась через Неман. Им удалось уничтожить передовое охранение и захватить окопы. Корректируя артиллерийский огонь и отвлекая на себя противника, группе удалось обеспечить переправу основных сил батальона. За этот бой все бойцы были представлены к званиям Героев Советского Союза.
Указом Президиума Верховного Совета СССР от 24 марта 1945 года за «проявленный героизм в борьбе с немецкими захватчиками при форсировании реки Неман» гвардии красноармеец Степан Васечко был удостоен высокого звания Героя Советского Союза с вручением ордена Ленина и медали «Золотая Звезда» за номером 4205.
В дальнейшем Васечко участвовал в Восточно-Прусской операции. После окончания войны он продолжил службу в Советской Армии. В 1951 году Васечко окончил Львовский строительный техникум и курсы политсостава. С июля 1951 года он был заместителем командира автороты по политчасти 73-го сапёрного батальона 24-й стрелковой дивизии Прикарпатского военного округа. В 1960 году Васечко окончил Военно-инженерную академию имени Куйбышева, после чего служил в частях РВСН, дослужился до должности начальника отдела эксплуатации специальных зданий, сооружений и инженерных сетей Центрального командно-измерительного комплекса искусственных спутников Земли в городе Краснознамёнске Московской области. В 1975 году в звании полковника Васечко был уволен в запас. Проживал в Москве, работал заместителем начальника хозяйственного управления Министерства культуры РСФСР. Умер 11 марта 1980 года, похоронен на Кунцевском кладбище Москвы.
Был также награждён орденом Славы 3-й степени и рядом медалей.